# Cussac-Fort-Médoc
 Cussac-Fort-Médoc  es una población y comuna francesa, situada en la región de Aquitania, departamento de Gironda, en el distrito de Burdeos y cantón de Castelnau-de-Médoc.

## Demografía
| 785 | 792 | 824 | 1101 | 1318 | 1355 |
| Para los censos de 1962 a 1999 la población legal corresponde a la población sin duplicidades (Fuente: INSEE [Consultar]) |     |     |      |      |      |